# Cliffortia ruscifolia
Cliffortia ruscifolia är en rosväxtart som beskrevs av Carl von Linné. Cliffortia ruscifolia ingår i släktet Cliffortia och familjen rosväxter. Utöver nominatformen finns också underarten C. r. purpurea.

## Bildgalleri

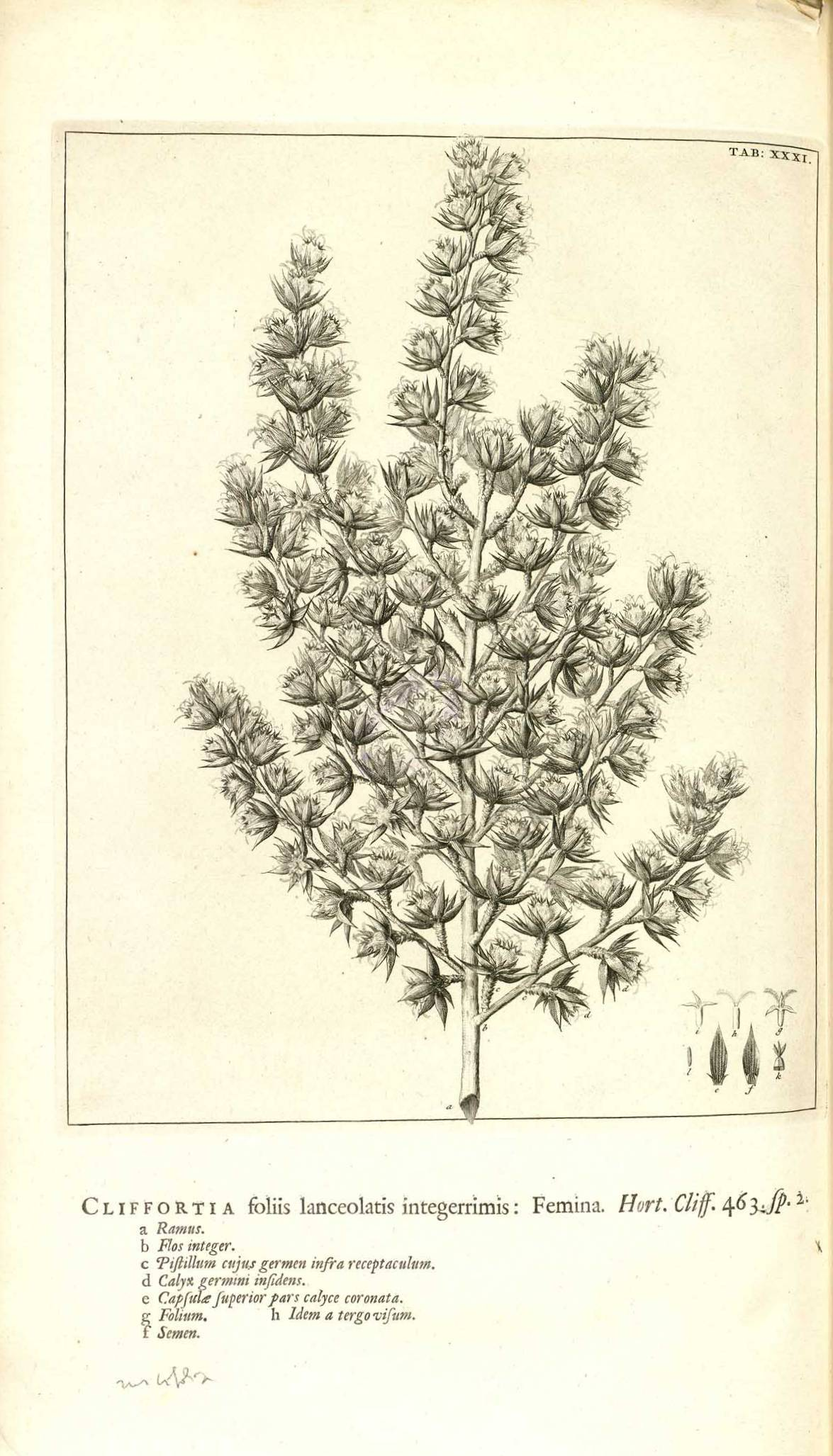